# Reto Ziegler
Reto Pirmin Ziegler (Genebra, 16 de janeiro de 1986) é um futebolista suíço que atua como zagueiro e lateral-esquerdo. Atualmente, joga pelo Sion.

## Carreira
Profissionalizou-se no Grasshopper, em 2002, e durante a janela de transferências europeia no verão de 2004 assinou com o Tottenham Hotspur depois que seu contrato chegou ao final. Ziegler chegaria aos Spurs em janeiro de 2005, mas uma suposta intervenção de Frank Arnesen (na época diretor-esportivo do Tottenham) fez com que o lateral assinasse imediatamente com a equipe. Até 2007, Ziegler disputou apenas 24 jogos e fez um gol - entre 2005 e 2007, ainda sob vínculo ao Tottenham, jogou por empréstimo no Hamburgo (8 partidas), Wigan Athletic (10 partidas), entrando em campo na decisão da Copa da Liga Inglesa, vencida pelo Manchester United, e Sampdoria (15 jogos e um gol),[carece de fontes?] que o contratou em definitivo.
Foi nos blucerchiati que Ziegler viveu sua melhor fase na carreira, atuando em 127 partidas, com 4 gols marcados. Em 2011, assinou pela Juventus, porém nunca disputou um jogo oficial com a camisa da Vecchia Signora, que o emprestou para Fenerbahçe (2 vezes, em 2011–12 e 2013) e Lokomotiv Moscou e Sassuolo até o final do contrato.
De volta à Suíça, Ziegler defendeu Sion e Luzern entre 2015 e 2017, tendo uma passagem de 3 temporadas pelo FC Dallas, assinando em fevereiro de 2021 com o Lugano.

## Seleção Suíça
Com passagem pelas seleções de base da Suíça entre 2004 e 2009 (venceu a Eurocopa Sub-17 em 2002), Ziegler fez sua estreia no time principal em 2005, pelas eliminatórias da Copa de 2006, contra a França. Embora tivesse atuado em outros 2 jogos, não foi lembrado para a competição, além de ter ficado fora da Eurocopa de 2008, sediada em seu país e também na Áustria.
Na Copa de 2010, jogou as 3 partidas da seleção (eliminada na primeira fase), e não saiu do banco de reservas na edição seguinte. Antes desta última, disputou seu 35º e último jogo pela Suíça, na vitória por 1 a 0 sobre a Jamaica. A única vez que balançou as redes por seu país foi em novembro de 2008, contra a Finlândia.

## Títulos
Grasshopper
- Super Liga Suíça: 2002–03

Fenerbahçe
- Copa da Turquia: 2011–12, 2012–13

Sion
- Copa da Suíça: 2014–15

Suíça Sub-17
- Eurocopa Sub-17: 2002

## Galeria de imagens

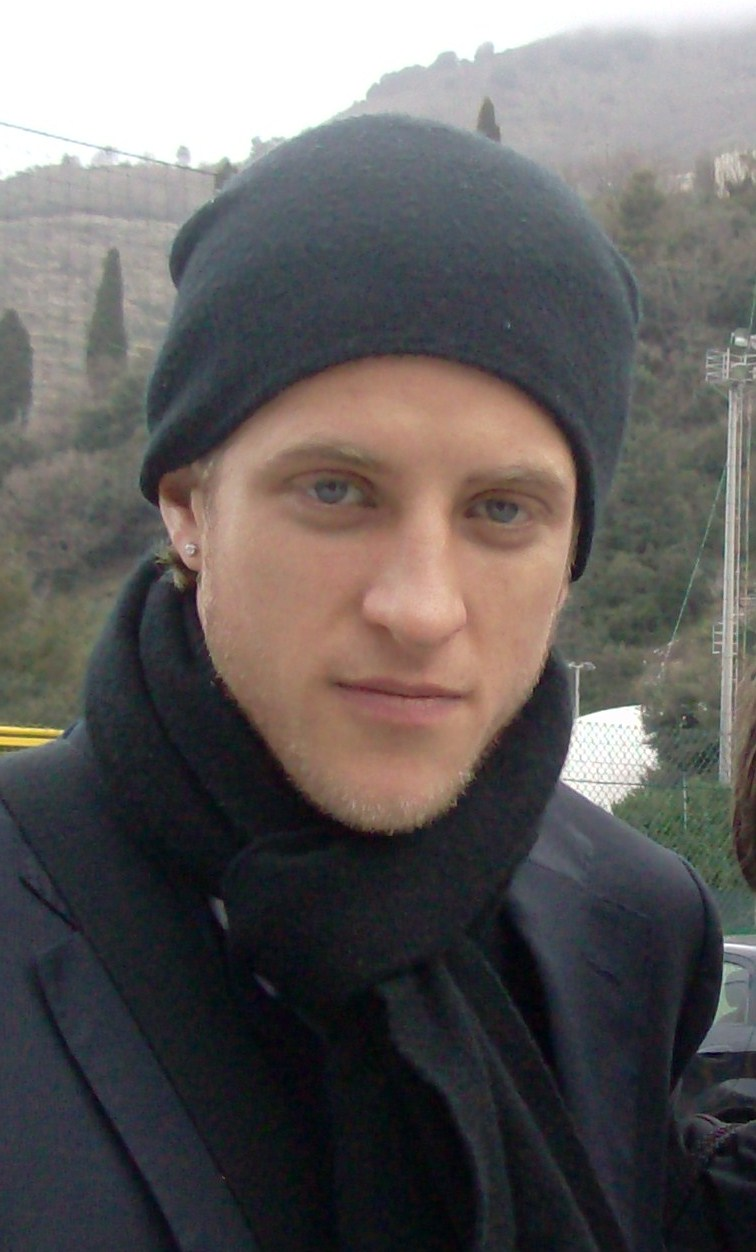
Ziegler durante um treino pela Sampdoria
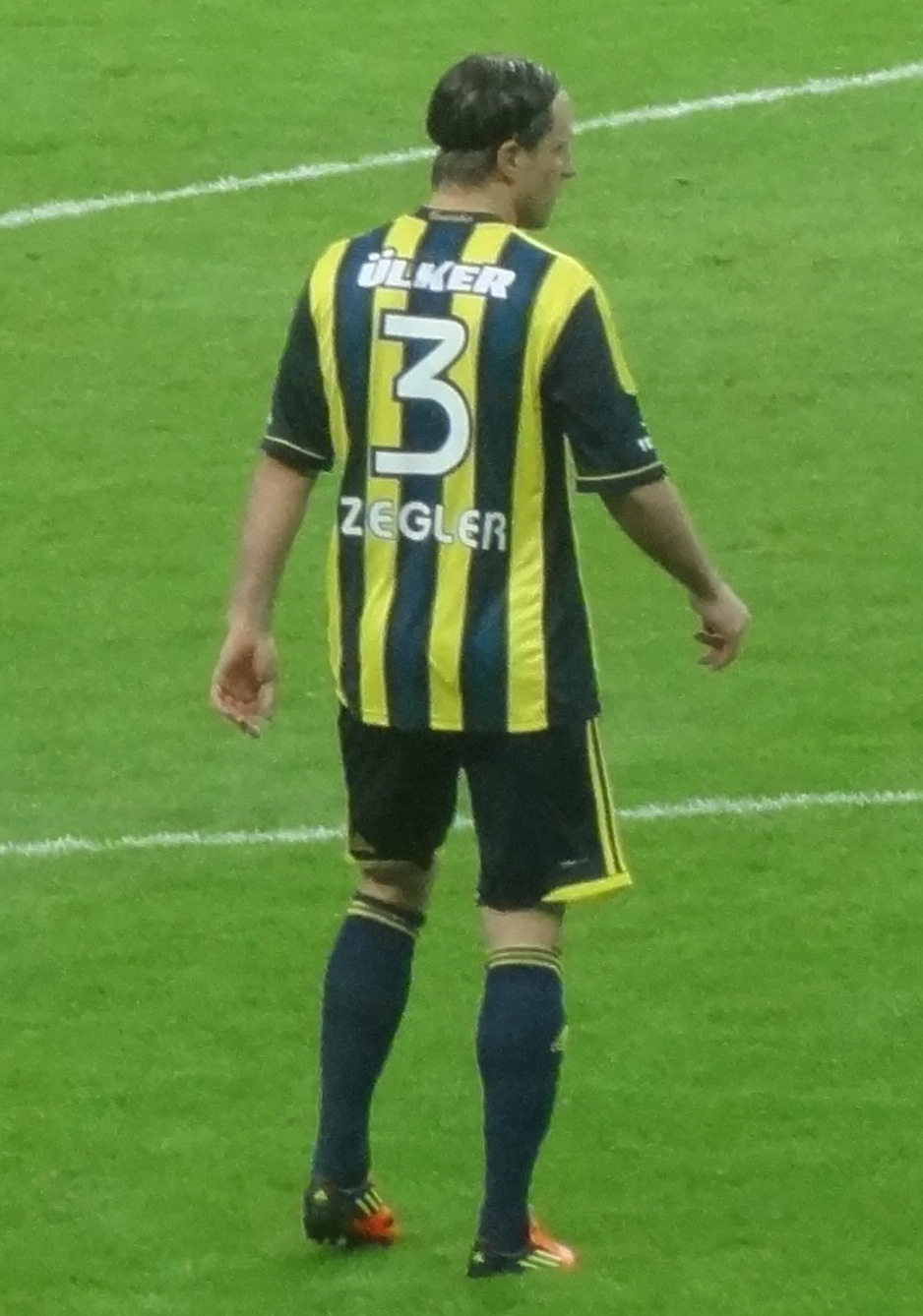
Em sua primeira passagem por empréstimo no Fenerbahçe, em 2012